# Arrondissement di Caienna
L'arrondissement di Caienna è una suddivisione amministrativa francese, situata nel dipartimento d'oltremare francese della Guyana.

## Composizione
L'arrondissement di Caienna raggruppa 14 comuni in 16 cantoni:
- Cantone di Approuague-Kaw
- Cantone di Caienna-Nord-Ovest
- Cantone di Caienna-Nord-Est
- Cantone di Caienna-Sud-Ovest
- Cantone di Caienna-Centre
- Cantone di Caienna-Sud
- Cantone di Caienna-Sud-Est
- Cantone di Iracoubo
- Cantone di Kourou
- Cantone di Macouria
- Cantone di Matoury
- Cantone di Montsinéry-Tonnegrande
- Cantone di Remire-Montjoly
- Cantone di Roura
- Cantone di Saint-Georges-de-l'Oyapock
- Cantone di Sinnamary

### Comuni
| 1. Camopi (97356)          | 2. Caienna (97302)    | 3. Iracoubo (97303)               | 4. Kourou (97304)         |
| 5. Macouria (97305)        | 6. Matoury (97307)    | 7. Montsinéry-Tonnegrande (97313) | 8. Ouanary (97314)        |
| 9. Remire-Montjoly (97309) | 10. Roura (97310)     | 11. Régina (97301)                | 12. Saint-Georges (97308) |
| 13. Saint-Élie (97358)     | 14. Sinnamary (97312) |                                   |                           |